# Goulburn
Goulburn è una città dell'Australia situata nel Nuovo Galles del Sud. Si trova a circa 195 km a sud-ovest da Sydney ed è il centro amministrativo della LGA della Municipalità di Goulburn Mulwaree.

## Monumenti e luoghi d'interesse
- Palazzo delle Poste (Goulburn)